# Edith Wilson

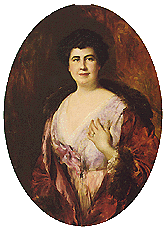
Porträtt från Vita huset av Edith Wilson.

Edith Bolling Galt Wilson, född Bolling den 15 oktober 1872 i Wytheville, Virginia, död 28 december 1961 i Washington, D.C., var en amerikansk presidentfru, gift med president Woodrow Wilson i hans andra äktenskap. Efter att presidenten 1919 drabbats av en stroke kom Edith Wilson att utöva ett betydande inflytande över presidentämbetet, genom att avgöra vilka ärenden som skulle läggas fram för den sängliggande presidenten under återstoden av hans andra mandatperiod fram till 1921.

## Uppväxt och utbildning
Edith tillhörde släkten Bolling, en gammal plantageägarfamilj från Virginia, och härstämmade på sin fars sida direkt i nedstigande led från John Rolfe och Pocahontas. Fadern William Holcombe Bolling hade tvingats sälja plantagen efter amerikanska inbördeskriget och försörjde därefter familjen som jurist i Wytheville, där han sedermera blev domare. Som i många sydstatsfamiljer vid denna tid växte Edith upp med en romantiserad bild av slaveriepoken, där den gamla ordningen försvarades.
Till skillnad från systrarna skrevs hon aldrig in i den lokala skolan, utan utbildades i hemmet av sin farmor som hon också vårdade. Vid 15 års ålder skrevs hon in vid Martha Washington College i Abingdon, Virginia, men vantrivdes och lämnade skolan efter en termin. Hon kom därefter även att läsa ett år vid Powell's School for Girls i Richmond, Virginia, innan skolan stängdes. På grund av kostnaden tvingades hon därefter avsluta sina högre studier.

## Första äktenskapet
1896 gifte hon sig med den framgångsrike juveleraren Norman Galt. Hon födde en son 1903, som dock dog efter några dagar; komplikationer vid födseln gjorde att hon därefter var oförmögen att få fler barn. Efter tolv års äktenskap blev hon 1908 oväntat änka, då maken dog vid 43 års ålder. Hon överlämnade då makens dagliga affärsverksamhet till en förvaltare och tillbringade de följande åren i Europa.

## USA:s första dam
Då president Wilson blev änkeman efter Ellen Wilsons död 1914 drabbades han en djup depression, varvid hans läkare menade att Wilson behövde en ny kvinna vid sin sida. Under hans period som änkeman utövades funktionen som USA:s första dam och Vita husets värdinna av hans kusin, Helen Woodrow Bones. Bones presenterade i mars 1915 Edith Bolling Galt för Wilson och efter bara två månader friade Wilson till Galt; de gifte sig den 18 december 1915, efter att Galt insisterat på att paret skulle iaktta ett års sorgeperiod efter den första hustruns död.
Edith Wilsons tid som presidenthustru definierades av det pågående första världskriget, och hon genomförde bland annat olika åtgärder för att stödja krigsinsatserna, till exempel genom att iaktta ransonering av kött och ersätta trädgårdsarbetarna som klippte Vita husets gräs med betande får. Fårens ull auktionerades sedan ut till stöd för Röda korset. Efter att maken vid USA:s inträde i kriget 1917 fått axla ansvaret av överbefälhavare för USA:s styrkor, kom Vita husets sociala tillställningar att hållas till ett minimum samtidigt som Edith inriktade sig på att i högre grad stötta maken. Hon följde även med på makens två resor till Europa under kriget, där hon som statschefens hustru umgicks med de närvarande kungligheterna, och var närvarande vid undertecknandet av Versaillesfreden 1919.

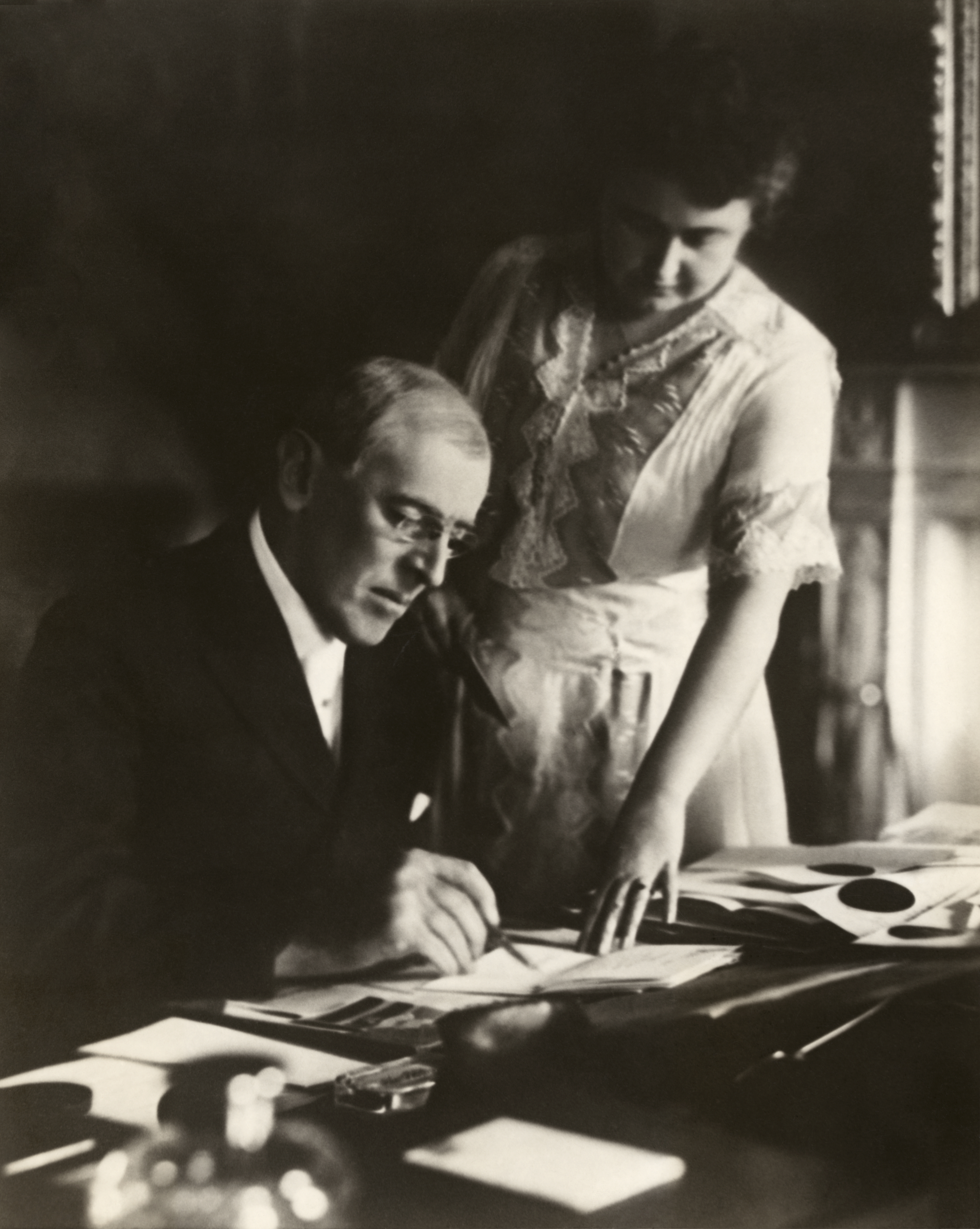
Edith Wilson assisterar sin make vid undertecknandet av officiella dokument, juni 1920. Fotografiet är det första officiella fotografi som Woodrow Wilson poserade för efter sin stroke i oktober 1919, och presidenten vänder den delvis förlamade vänstersidan bort från kameran.

Sedan Woodrow Wilson drabbats av ett slaganfall i oktober 1919 som delvis förlamade honom, skyddade Edith Wilson honom från omvärlden så till den grad att hon kallades "landets första kvinnliga president", och många rykten om presidentens hälsa var i omlopp. Edith Wilson och presidentens rådgivare hade stort inflytande över vilka ärenden som lades fram för den svårt sjuke president Wilson. Konstitutionen var vid denna tid inte tydlig angående under vilka omständigheter som presidentens uppgifter skulle övertas av vicepresidenten och hur denna process skulle initieras. Vicepresidenten, Thomas R. Marshall, tillkännagav att han inte skulle överta presidentens uppgifter utan att ha uppmanats till det av antingen presidentens hushåll eller kongressens båda kammare, och eftersom både presidentparet och delar av kongressen hade reservationer mot ett maktövertagande av Marshall kom något sådant beslut aldrig till stånd. Efter några månader kom även Wilsons hälsa att förbättras något, och han fullföljde mandatperioden fram till mars 1921 även om vicepresidenten skötte många av hans representativa plikter. Denna successionskris kom senare att bli en av orsakerna till att det tjugofemte tillägget till USA:s konstitution antogs 1967, där proceduren för presidentsuccessionen fastslogs i detalj.

## Efter tiden i Vita huset
Edith Wilson vårdade efter ämbetsperiodens slut 1921 expresidenten i ytterligare tre år i familjens hem i Washington, D.C., innan han avled. Hon överlevde själv sin make med 36 år. Hon blev styrelseledamot av Woman's National Democratic Club när den grundades 1924, och publicerade sina memoarer 1939.
Hon medverkade som inbjuden gäst vid Franklin D. Roosevelts tal till den amerikanska kongressen 8 december 1941, dagen efter den japanska attacken mot Pearl Harbor, då Roosevelt i sitt tal medvetet dragit paralleller med Woodrow Wilsons tal vid krigsförklaringen 1917. Hon medverkade även vid John F. Kennedys presidentinstallation 1961.
Edith Wilson avled av akut hjärtsvikt 28 december 1961, samma dag som Woodrow Wilson Bridge över Potomacfloden skulle invigas i hennes närvaro. Hon kom därefter att begravas vid makens sida i Washington National Cathedral.